# Motički Gaj
Motički Gaj (en serbe cyrillique : Мотички Гај) est un village du nord-ouest du Monténégro, dans la municipalité de Žabljak.

## Démographie

### Évolution historique de la population
| 1948 | 1953 | 1961 | 1971 | 1981 | 1991 | 2003 |
| ---- | ---- | ---- | ---- | ---- | ---- | ---- |
| 207  | 205  | 270  | 189  | 179  | 154  | 158  |